# Termoplàstic
Els termoplàstics a temperatura ambient són plàstics rígids, que en augmentar la temperatura es tornen tous i mal·leables, retornant a un estat sòlid en refredar-se. Aquests plàstics mantenen les seves propietats malgrat hagin estat escalfats i modelats diverses vegades, a diferència dels plàstics termoestables que en augmentar la temperatura es cremen, resultant impossibles de tornar a modelar.

## Estructura química
La majoria dels termoplàstics tenen una massa molecular elevada. Per sobre de la seva temperatura de transició vítria, i per sota del seu punt de fusió, les propietats físiques d'un termoplàstic canvien dràsticament sense un canvi de fase associat. Això és degut al fet que els plàstics estan formats per llargues cadenes d'àtoms de carboni que presenten forces de Van der Waals entre elles. En augmentar la temperatura, aquestes forces es debiliten, causant que el material es torni mal·leable.

## Exemples
Els més coneguts són: el polietilè (PE), el poliestirè (PS), el polimetilmetacrilats (PMMA), el clorur de polivinil (PVC), el tefló o politetrafluoretilè (PTFE), polipropilè (PP), policarbonat (PC) i el politereftalat d'etilè (PET).